# Calle de Mesonero Romanos

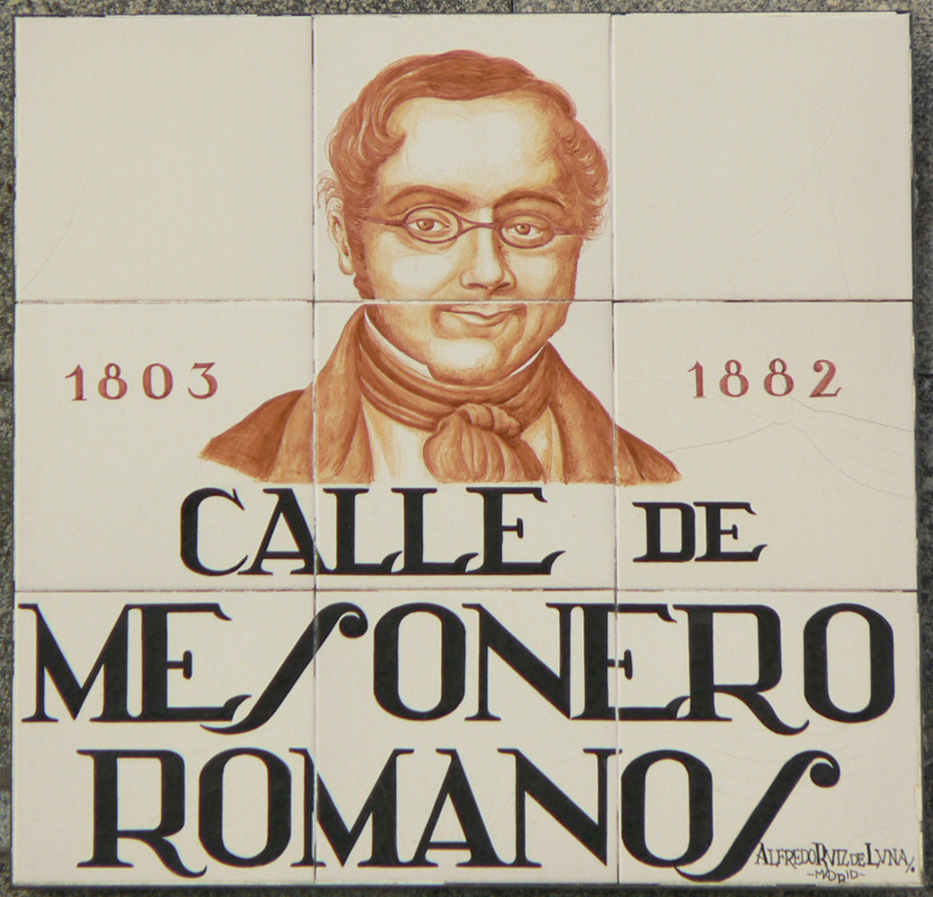
Calle de Mesonero Romanos (antes calle del Olivo), en Madrid. Callejero de azulejos del ceramista Ruiz de Luna.

La calle de Mesonero Romanos, llamada en su origen calle del Olivo, es una pequeña y céntrica calle del viejo Madrid). Discurre entre las calles Carmen y Desengaño y, desde finales del siglo XIX, está dedicada a uno de los más ilustres cronistas de la ciudad, el historiador, costumbrista y bibliotecario perpetuo de la villa de Madrid, Ramón de Mesonero Romanos, el "Curioso parlante", que nació en ella en 1803.

## Historia

### Calle del Olivo
El nombre original de esta calle, dividida en dos tramos, fue Olivo Alta (entre Desengaño y Jacometrezo ) y Olivo Baja, entre Jacometrezo y Carmen. Los especialistas coinciden en que el origen del nombre fuese el olivar o el olivo superviviente de él, que tuvieron los monjes del convento de San Martín y que luego pasó a ser propiedad de Juan de la Victoria Bracamonte.
Entre 1854 y 1856, se llamó del "General Dulce", militar participante en la vicalvarada de 1854. Más tarde, con la construcción de la Gran Vía, la calle se vio afectada por el conjunto de obras del magno proyecto.

### La calle del cronista
Nacido en la calle del Olivo el 19 de julio de 1803, Mesonero Romanos recibió el honor de que se le dedicase, poco antes del final del siglo, la calle en la que a lo largo de su vida tuvo hogar, negocio y oficinas por herencia, y en la que fue visitado por madrileños de toda clase e ideología, además de aristócratas influyentes y agentes comerciales de medio mundo. Allí compaginó el escritor, periodista e investigador histórico estas aficiones con su profesión de gestor y agente de negocios.
Hay noticia de que Galdós, admirador y amigo de Mesonero, vivió en esta calle en su época de estudiante; y de que también en ella, el escritor valenciano Blasco Ibáñez montó su editorial "Hispano-americana", con precios "sociales para libros de temática social"  (Dickens, Tolstoi...), como relata Arturo Barea en su novela La forja de un rebelde. Años antes, otro novelista, Pío Baroja, incluyó en el escenario de esta calle la pensión de doña Casiana, personaje entrañable de su trilogía La lucha por la vida. Y es natural que Baroja la escogiera como referencia, pues también en la calle Mesonero Romanos tuvo sede El Imparcial, diario madrileño en el que colaboraba don Pío. Más tarde, la imprenta y las oficinas de aquel diario fundado en 1867 por Eduardo Gasset y Artime, abuelo de José Ortega Spottorno (a su vez fundador del diario El País), fueron absorbidas por la nueva Gran Vía en el año 1913. 
Ya en el siglo xx, el año 1905, el librero y editor Gregorio Pueyo trasladó su librería de la calle del Candil a esta calle, establecimiento que convocó una tertulia de bohemios, modernistas y genios literarios como el esperpéntico Valle Inclán (que acabó inmortalizando al librero en Luces de bohemia con el mote de "Zaratustra"). Otros asiduos fueron el pintor Juan Gris, el cronista Emilio Carrere o el desinhibido Felipe Trigo.